# Альфред фон Губіцкі
Альфред Ріттер фон Губіцкі (нім. Alfred Ritter von Hubicki; 5 лютого 1887, Фрідріхсдорф — 14 липня 1971, Відень) — австрійський і німецький офіцер, доктор права, генерал танкових військ вермахту. Кавалер Лицарського хреста Залізного хреста.

## Біографія

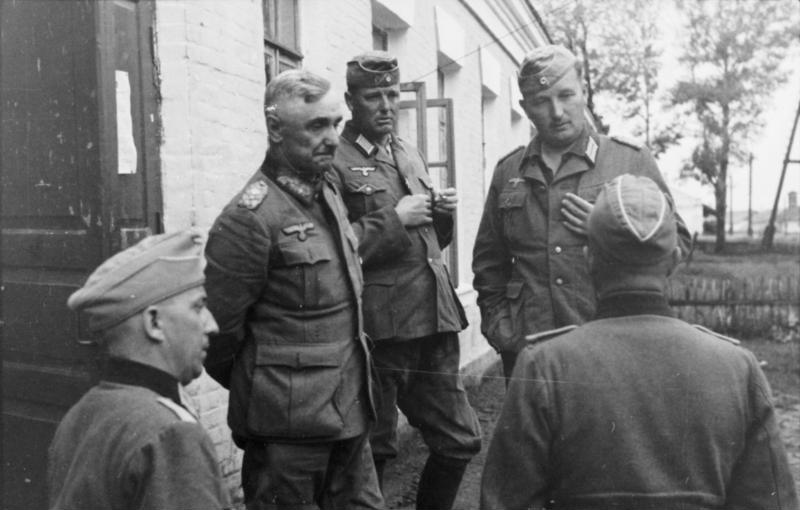
Губіцкі (другий ліворуч) і Ганс-Горст фон Некер (другий праворуч) із штабними офіцерами (Львів, липень 1941)

З 1905 року навчався в артилерійському кадетському училищі у Відні, потім служив у 4-му дивізіоні артилерійського полку Австро-Угорської армії, з 1909 року — в 7-у артилерійському дивізіоні в місті Арад. В 1911 році вступив у Військову академію у Відні. В 1914 році прийнятий на службу в Генштаб. Учасник Першої світової війни, командував підрозділом альпійських стрільців на Італійському фронті. Після війни продовжив службу в австрійській армії, паралельно навчався у Віденському університеті. В 1935 році призначений в Генеральну інспекцію Міністерства оборони.
З 1936 року — командир швидкої (моторизованої) дивізії, яка, після аншлюсу 1 квітня 1938 року увійшла до складу вермахту і була перейменована у 4-ту легку дивізію (з 3 січня 1940 року — 9-та танкова дивізія), проте Губіцкі залишався її командиром. Учасник Польської, Французької і Балканської кампаній, а також Німецько-радянської війни. 15 квітня 1942 року відправлений у резерв. 31 липня 1942 року очолив генеральне командування Шельде, згодом перетворене на 89-й армійський корпус. Командував корпусом до 17 грудня 1942 і з 30 квітня по 1 червня 1943 року, після чого очолив штаб поповнення «Центр», в липні — 2-й спеціальний штаб ОКГ, в грудні 1943 року — німецьку військову місію в Словаччині. В жовтні 1944 року знову переведений в резерв. 31 березня 1945 року звільнений у відставку.

## Звання
- Лейтенант (1907)
- Гауптман (1915)
- Генерал-майор (24 грудня 1935)
- Генерал-лейтенант (1 серпня 1940)
- Генерал танкових військ (1 жовтня 1942)

## Нагороди
- Ювілейний хрест (1908)
- Бронзова і срібна медаль «За військові заслуги» (Австро-Угорщина) з мечами
- Хрест «За військові заслуги» (Австро-Угорщина) 3-го класу з військовою відзнакою і мечами — нагороджений двічі.
- Орден Залізної Корони 3-го класу з військовою відзнакою і мечами
- Військовий Хрест Карла
- Орден Вюртемберзької корони, лицарський хрест з мечами
- Пам'ятна військова медаль (Австрія) з мечами
- Почесний знак «За заслуги перед Австрійською Республікою»
  - золотий знак
  - золотий почесний знак
- Хрест «За вислугу років» (Австрія) 2-го класу для офіцерів (25 років)
- Почесний хрест ветерана війни з мечами
- Медаль «За вислугу років у Вермахті» 4-го, 3-го, 2-го і 1-го класу (25 років)
- Залізний хрест
  - 2-го класу (18 вересня 1939)
  - 1-го класу (23 вересня 1939)
- Лицарський хрест Залізного хреста (20 квітня 1941) — за заслуги під час Балканської кампанії.
- Німецький хрест в золоті (22 квітня 1942)
- Медаль «За зимову кампанію на Сході 1941/42» (9 вересня 1942)